# Sitophilus zeamais
Espèce
Sitophilus zeamais, communément appelé charançon du maïs ou calandre du maïs, est une espèce d'insectes coléoptères de la famille des Curculionidae, à répartition pantropicale.
Ce charançon est un insecte ravageur des céréales stockées, dont les larves se développent à l'intérieur des grains. Il attaque non seulement le maïs, mais également d'autres céréales, telles que blé, riz, sorgho, etc., ainsi que les produits dérivés (farine), ainsi que certaines denrées stockées comme les cossettes de manioc. Un coléoptère Histeridae: Teretrius (Neotepetrius) nigrescens (Lewis), originaire du Mexique, est actuellement employé en lutte biologique pour limiter les dégâts de ce ravageur.

## Distribution
Sitophilus zeamais a une aire de répartition quasi-cosmopolite. C'est une espèce adaptée aux climats chauds, susceptible de se rencontrer tous les pays tempérés tropicaux et subtropicaux, d'autant plus que sa diffusion, comme celle d'autres espèces de charançons, est facilitée par les échanges commerciaux de céréales.

## Synonymes
Selon BioNET-EAFRINET :
- Calandra chilensis Philippi et Philippi, 1864
- Calandra platensis Zacher, 1922
- Cossonus quadrimacula Walker, 1859